# Phó Thiêm
Phó Thiêm (chữ Hán: 傅佥, ? - 263), không rõ tên tự, người quận Nghĩa Dương , tướng lĩnh nhà Thục Hán thời Tam Quốc trong lịch sử Trung Quốc.

## Cuộc đời
Cha Phó Thiêm là Phó Đồng, mất trong trận Di Lăng. Thiêm được làm Tả trung lang, sau làm đến Quan Trung đô đốc.
Tháng 8 năm 263, Tư Mã Chiêu hưng binh phạt Thục, Chung Hội vây đánh 2 thành Hán, Nhạc, sai biệt tướng tấn công cửa quan. Thiêm cùng Tưởng Thư cùng giữ thành. Thư giả ra đánh, rồi đầu hàng tướng Ngụy là Hồ Liệt. Quân Ngụy thừa cơ tập kích, Thiêm ra sức chiến đấu đến chết.
Con là Phó Trứ, Phó Mộ không chịu nhận chức Hề quan (quan chăm sóc ngựa) của nhà Tấn, bị miễn làm dân.

## Đánh giá
Trần Thọ đánh giá: thụ mệnh lúc lâm nguy, cha con nối đời trung nghĩa.
Tư Mã Chiêu đánh giá: Thục tướng quân Phó Thiêm, trước ở Quan thành, một mình chống lại quan quân, đến chết không thôi.